# James Phoon
James Phoon (* 10. Juni 1994 in Brighton) ist ein britischer Synchronsprecher und Schauspieler. 

## Persönliches
Phoon ist britischer und ostasiatischer Herkunft und schwul.

## Karriere
Phoon graduierte 2015 mit einem Bachelor of Arts an der Guildford School of Acting, die zur University of Surrey gehört. Anschließend begann er seine professionelle Karriere zunächst auf der Bühne. Nach ersten Theaterauftritten gab er sein West-End-Debüt 2018 in Harry Potter und das verwunschene Kind als Craig Bowker Junior. Im Chester Storyhouse spielte er Peter Pan in einer modernisierten Neuerzählung. Neben dem Theater war er häufig als Synchronsprecher aktiv für Videospiele wie mehrere Teile von Total War und in der Animationsserie Dodo neben Dylan Llewellyn. 
2022 spielte Phoon eine Nebenrolle in der BBC-Serie Wreck und wurde für die dritte Staffel der Netflix-Serie Bridgerton besetzt. 2024 gab er sein Debüt am Royal National Theatre in dem Stück Underdog: The Other Other Brontë als Branwell Brontë.

## Theaterauftritte
- 2016: Herr der Fliegen (Regent's Park Open Air Theatre)
- 2017: Southern Baptist Sissies (Above the Stag Theatre)
- 2018: Harry Potter und das verwunschene Kind (Palace Theatre)
- 2019: Peter Pan (Storyhouse)
- 2021: The Convert (Above the Stag Theatre)
- 2024: Underdog: The Other Other Brontë (National Theatre)

## Filmografie (Auswahl)

### Filme und Fernsehserien
- 2021: Dodo (Animationsserie, Synchronstimme, 20 Episoden)
- 2022–2024: Wreck (Fernsehserie, 7 Episoden)
- 2023: Pariah Nexus (Animationsserie, Synchronstimme, 3 Episoden)
- 2024: Bridgerton (Fernsehserie)

### Videospiel-Synchronisation
- 2019: Total War: Three Kingdoms
- 2019: Arknights
- 2022: Total War: Warhammer III
- 2022: Live a Live
- 2022: Desta: The Memories Between
- 2022: Evil West
- 2022: Clash: Artifacts of Chaos
- 2023: The Talos Principle 2
- 2024: Dragon's Dogma II
- 2024: Rise of the Ronin